# Niels Larsen
Niels Larsen (n. 21 noiembrie 1889, Horsens, Regiunea Midtjylland, Danemarca – d. 15 noiembrie 1969, Otterup⁠(d), regiunea Syddanmark, Danemarca) a fost un trăgător de tir ce a reprezentat Danemarca, medaliat olimpic. A participat la 3 ediții ale Jocurilor Olimpice (1912, 1920, 1924) în care a câștigat o medalie de aur, o medalie de argint și 3 medalii de bronz.